# Meragisa pallida
Meragisa pallida är en fjärilsart som beskrevs av William Schaus 1901. Meragisa pallida ingår i släktet Meragisa och familjen tandspinnare. Inga underarter finns listade i Catalogue of Life.